# Nevers Road
Nevers Road est un village canadien du comté de Sunbury, au sud du Nouveau-Brunswick. Il est une autorité taxatrice de la paroisse de Lincoln.

## Géographie
Nevers Road est une banlieue de la ville de Fredericton, situé sur le chemin Nevers, d'où son nom, qui relie l'autoroute 2 au chemin Lincoln.

## Administration

### Comité consultatif
En tant que district de services locaux, Nevers Road est administré directement par le Ministère des Gouvernements locaux du Nouveau-Brunswick, secondé par un comité consultatif élu composé de cinq membres dont un président.

### Représentation et tendances politiques
Nouveau-Brunswick: Nevers Road fait partie de la circonscription provinciale de Fredericton-Lincoln, qui est représentée à l'Assemblée législative du Nouveau-Brunswick par Craig Leonard, du Parti progressiste-conservateur. Il fut élu lors de l'élection générale de 2010.
 Canada: Nevers Road fait partie de la circonscription fédérale de Fredericton. Cette circonscription est représentée à la Chambre des communes du Canada par Keith Ashfield, du Parti conservateur.